# Vodiško
Vodiško – wieś w Słowenii, w gminie Laško. W 2018 roku liczyła 41 mieszkańców.